# 緒論
緒論(しょろん、英語Introduction)は本論の前置きとして述べる、導入的、総括的な論説である。
また、聖書注解書で、本文の注解に入る前の、その書の著者問題、著作年代、宛先、執筆の目的、その書の特徴、内容の構成などをのべる論説を緒論という。根本主義的な学者と、聖書批評学的な学者の間では、意見の相違があまりにもはなはだしい場合がある。聖書神学者は、確固とした基礎をすえるために、これらの問題を詳しく論じる。